# Le Ciel de mes combats
Albums de Éric Lapointe
Ma peau Jour de nuit
Le ciel de mes combats est le 6e album du musicien de rock québécois Éric Lapointe. L'album est sorti à la suite de deux albums de compilations intitulés Ailleurs ainsi qu'Ailleurs 2 et suit le dernier album studio Ma peau. L'album est sorti le 30 novembre 2010. La chanson bonus Hymne à Montréal (Ville-Marie) était sur la bande sonore de la télésérie Montréal-Québec. N'ayant écrit que deux autres chansons durant les deux dernières années, la plupart des chansons de l'album ont été écrites et enregistrées d'une manière plutôt instinctive et spontanée. L'image de la pochette est une peinture du chanteur faite par l'artiste québécois Corno. Concernant les paroles, les sujets de l'amour, de l'excès, de la réflexion interne, du combat et de la passion reviennent comme sur les albums antérieurs. Les chansons Où que tu sois et Tu t'es laissé tomber traitent le sujet délicat du suicide d'un technicien qui travaillait au sein de l'équipe du chanteur et qui était également devenu un bon ami d'Éric Lapointe. La chanson Ils s'aiment est une reprise de la chanson pop francophone du même nom de Daniel Lavoie. 
L'album a reçu des critiques mitigées. Olivier Robillard Laveaux donne une note de 3.5 étoiles sur 5 écrit pour le magazine "Voir" que l'on croit dur comme fer au personnage d'Éric Lapointe qui porte cet album, coulé dans le rock, à bout de cordes vocales. Marie-Christine Blais donne la même note sur le site de cyberpresse et argumente que Roger Tabra et Lapointe ont écrit ici certains de leurs meilleurs textes. D'un autre côté, Marie-Pierre Bouchard ne donne que 2 étoiles sur 5 et écrit sur le site de Showbizz que l'album ne nous révèle rien de nouveau à propos de l’homme, du chanteur, ou de sa machine. Sur "Le Blog Musique QC", Rémi Rebel se montre insatisfait étant soi-même un supporteur du chanteur depuis son tout premier album et ne donne même que 3,5 étoiles sur 10 en disant qu'on reconnaît très peu son style et après la première écoute, on reste sur notre faim.

## Titres
| No  | Titre                                          | Durée |
| --- | ---------------------------------------------- | ----- |
| 1.  | Des hommes qui tombent                         | 04:09 |
| 2.  | Les années coups de poing                      | 04:32 |
| 3.  | Jusqu'au bout                                  | 04:35 |
| 4.  | Où que tu sois (Marc)                          | 00:53 |
| 5.  | Tu t'es laissé tomber (Marc)                   | 04:34 |
| 6.  | Aimer pour deux                                | 04:10 |
| 7.  | Brume de ta bouche                             | 04:31 |
| 8.  | L'amour braque                                 | 03:52 |
| 9.  | Ils s'aiment                                   | 03:32 |
| 10. | Je suis à elle                                 | 03:38 |
| 11. | Berceuse à l'infidèle                          | 03:15 |
| 12. | Hymne à Montréal (Ville-Marie) (chanson bonus) | 04:13 |